# タイワンクツワムシ
タイワンクツワムシ（台湾轡虫、Mecopoda elongata）は、バッタ目キリギリス科の昆虫。クツワムシに似ているが、翅は細長く、前胸の側面に黒褐色の帯が上面に沿って現れる。別名ハネナガクツワムシ。

## 分布
伊豆半島以南の本州、四国、九州、沖縄などの他離島に分布。八丈島には移入により分布。アジアの亜熱帯から熱帯地域諸国。
北上していると言われ、1950年頃までは愛知県が北限。なお横浜や東京湾岸のお台場でも採集例がある。しかしこれは散発的かつ一時的なものであり、単純に北上とは考えにくい。

## 形態
体長65-75mm。メスはオスよりも大きい。体は緑かまたは褐色。オスの前胸はクツワムシより広がり方が弱い。発音器もやや小さい。また本種は脚や触角の体に対する割合が大きく、羽は丸みが少なく細長く、背面側の先端近くが緩やかに上にカーブし、凹んだように見える。個体によっては羽の側面に現れる黒斑もクツワムシより多く、大きい。特にメスで顕著。またメスの方が羽根が長くなることが多くこうした個体は灯りに向かって飛翔してくることさえある。産卵管は後脚腿節の半分ほどの長さで上に向かいカーブする。鳴き声も全く異なっており、「ギィッ！ギィッ！」と前奏を数回繰り返した後、本奏は「ギュルル…」と長く引き延ばす鳴き方をし、この部分はクツワムシの声に似たところもある。

## 生態
南方系種で海岸や線路沿い、土手などクツワムシよりも乾燥した、日当たりの良い環境を好み、普通は混生しない。本種とクツワムシとが生息している地域では平地に本種が、クツワムシは山地に住む傾向がある。
夜行性であり、日が暮れてから活動する。昼間クツワムシは根元近くで休むのに対し、本種は葉の上で脚を広げ、じっとしていることが多い。食草はクツワムシ同様、クズが主食であり、その他乾燥草原に生える各種広葉雑草から低木の葉までを食べる。飼育下ではクツワムシと全く同じ物を食べ、多少の肉食もするが共食いは殆どしない。
クツワムシより褐色個体の割合が高く、緑色型として羽化し外骨格の硬化が完了した個体であっても、日照量の少ない日陰や夜間での活動を続けると1ヵ月程度で褐色に変化してしまう。
本州のものは6月頃孵化し8月頃羽化、初霜の頃には死に絶えるというクツワムシと同様の一生を送るが、南に行くほど成虫の生存割合は高まり、亜熱帯地域では冬を越して幼虫が孵化する頃まで生きていることも珍しくない。飼育下でも暖を取り十分な栄養を与えると1年近く生存することさえある。やはりメスの方が長命になる傾向が強い。また成虫越冬可能地域では脱皮回数が異なると言われ、通常は5回なのだがこれより1-2回増えるという。